# Gerda van Woudenberg

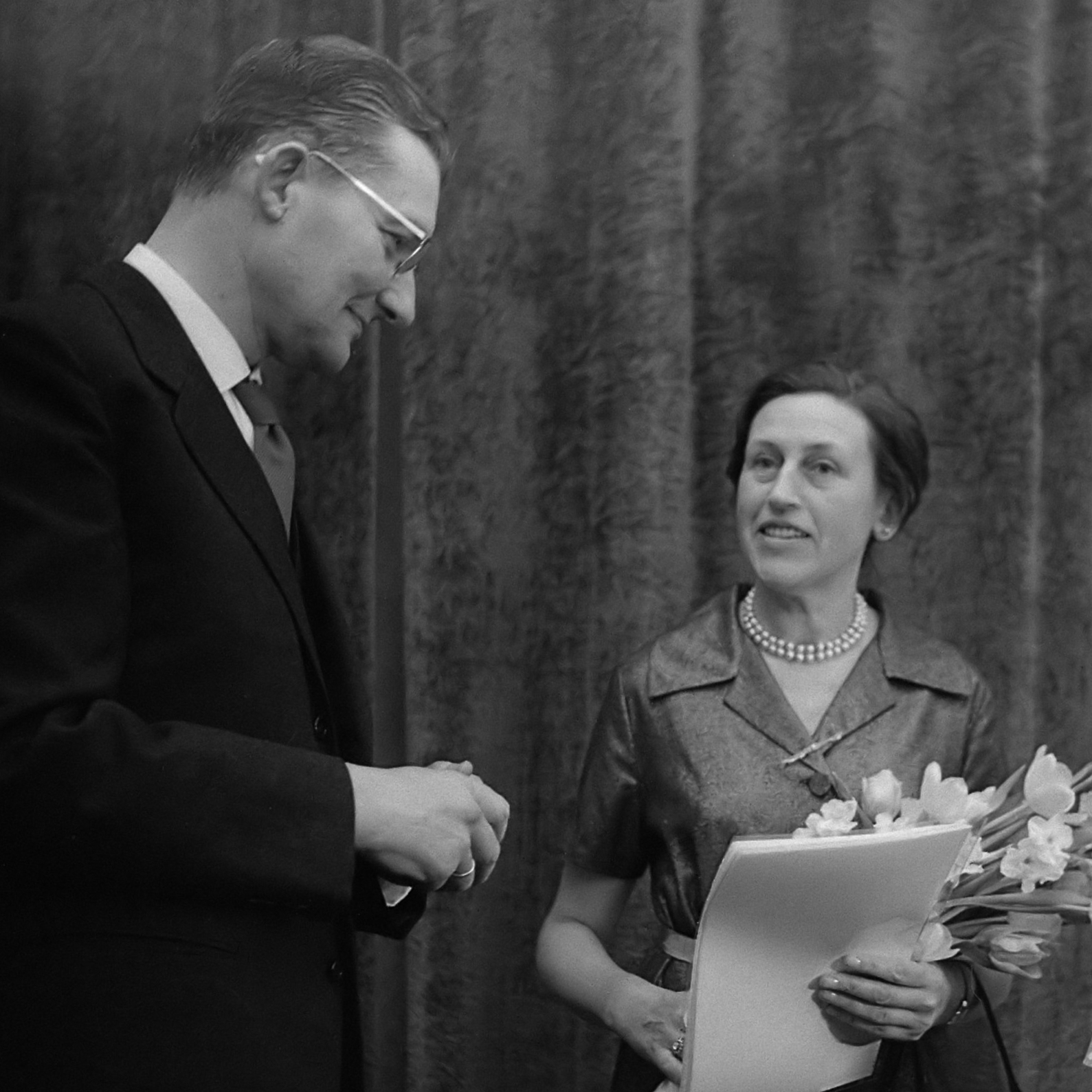
G.J. Wiarda reikt Gerda van Woudenberg de Martinus Nijhoffprijs uit (1961)

Gerda Sophia Helena (Gerda) van Woudenberg (1911 - 1995) was vertaalster, docente Nederlands in Italië en publiciste over onder anderen Louis Couperus.

## Leven en werk
Van Woudenberg was een dochter van koopman Jan van Woudenberg (1878-1925) en Petronella van den Brul (1881-1929). Ze werd mede genoemd naar de moeder van haar vader: Sophia Helena Ham. Ze had een broer: Jan Pieter van Woudenberg (1905-1965) die sinds 1928 directeur was van de kledingmagazijnen v/h P. van den Brul te Amsterdam.
Na haar studies werd Van Woudenberg docente Nederlands in Rome en Florence. Zij zette zich daarbij ook in om Nederlandse literatuur onder de aandacht van de Italianen te krijgen. In 1959 bezorgde zij samen met Francesco Nicosia een vertaling van Nederlandse moderne poëzie in het Italiaans: Poesia olandese contemporanea. In 1961 werd haar voor deze uitgave de Martinus Nijhoff Prijs toegekend die op 26 januari 1961 werd uitgereikt door de voorzitter van het Prins Bernhardfonds, prof. mr. G.J. Wiarda (1906-1988).
In 1952 publiceerde zij voor het eerst over de Nederlandse schrijver Louis Couperus (1863-1923): een studie over diens bekende verhaal De binocle dat zij vergeleek met Der Sandmann van E.T.A. Hoffmann. Vijf jaar later publiceerde zij opnieuw over hem. Bij de viering van het zeventigjarig bestaan van het Koninklijk Nederlands Instituut Rome werkte zij mee aan een uitgave over Louis Couperus die bij die viering herdacht werd op initiatief van de toen pas benoemde instituutsdirecteur prof. dr. H.G. Schulte Nordholt (1909-1998). In datzelfde jaar wijdde zij een artikel aan Couperus in de annalen van het Istituto Universitario Orientale. In 1988 publiceerde zij voor het laatst over Couperus.
Van Woudenberg leerde ook de familie Garzes kennen, Italiaanse vrienden van Couperus, die een verzameling van 72 brieven van de schrijver bezaten. Zij kon die toen kopen, maar deed dat niet. De briefwisseling (althans: 39 van die 72 brieven) werd in 1953 in Amsterdam geveild en via Johan Polak kwam zij in handen van Jan Eekhof. Via deze laatste zijn de brieven inmiddels openbaar bezit. Bastet publiceerde erover, en dat kwam terecht in zijn bundel Al die verloren paradijzen... Van & over Louis Couperus uit 2001.
Van Woudenberg had ook contacten met Couperus-biograaf Frédéric Bastet; hij dankte aan haar een brief uit 1951 van Elisabeth Couperus-Baud (1867-1960) waarin de weduwe verklaarde over de in Couperus' werk uitvoerig beschreven vrienden Jan en Orlando aan Woudenberg: "Of Jan en Orlando werkelijk bestaan hebben? Ja zeker, en nog vele anderen met hen".
In 1977 publiceerde zij een levensbericht over dr. Giacomo Prampolini (1898-1975), die ook werk van Couperus in het Italiaans vertaald had en die voor zijn vertaalwerk drie jaar na haarzelf de Martinus Nijhoff Prijs had ontvangen.
Met een legaat van Van Woudenberg werd in 2013 door het Romeinse Nederlandse instituut de Van Woudenberg Dissertatieprijs ingesteld.

### Louis Couperus
- 'Over enkele détails van Couperus' verhaal 'De binocle' in verband met 'Der Sandmann' van E.T.A. Hoffmann', in: Levende talen. Berichten en mededelingen van de Vereniging van Leraren in Levende Talen (1952), p. 316-322.
- 'Fin di secolo in Olanda. Louis Couperus', in: Rivista di letteratura moderne e comparate 10 (1957) 1.
- [voorwoord in:] Louis Couperus (1863-1923). Invito alla lettura. Roma, 1974, p. 7-10.
- 'Commemorazione del romanziere olandese Louis Couperus a Roma', in: Annali dell'Istituto Universitario Orientale, Studi nederlandesi, studi nordici 17 (1974), p. 283-289.
- 'Van Orlando's viooltjes en E.M. Forster's roman: A room with a view', in: De nieuwe taalgids. Tweemaandelijks tijdschrift 75 (1982) 3 (mei), p. 254-256.
- 'Couperus and his American readers. Some notes on the American translations of his novels and their critical reception', in: Dutch crossing. A journal for students of Dutch in Britain (1988) 36 (december), p. 73-92.

### Overige
- 'Een sonnet van Joannes Six van Chandelier geïnspireerd door een motief uit Ariosto's 'Orlando furioso'? ', in: De nieuwe taalgids. Tweemaandelijks tijdschrift 49 (1956) 2, p. 81-83.
- 'Poesia moderna olandese', in: Il Fuoco. Rassegna bimestrale di cultura e d'arte 6 (1958) 3 (maggio-giugno), p. 22-26.
- [met: Francesco Nicosia] 'La lirica olandese del '900 dagli ultimi romantici agli sperimentalisti', in: L'Interprete: rassegna di studi letterari en linguistici 2 (1958) 2, p. 7-10.
- [met: Francesco Nicosia] Poesia olandese contemporanea. [Milaan, 1959].
- 'Het onderwijs in de Nederlandistiek aan Italiaanse universiteiten', in: De nederlandistiek in het buitenland. Het universitair onderwijs in de Nederlandse taal- en letterkunde, cultuur- en politieke geschiedenis buiten Nederland en België. 's-Gravenhage, 1967, p. 82-92.
- La letteratura olandese. Firenze [enz.], 1969. [vertaling van: J.C. Brandt Corstius, Geschiedenis van de Nederlandse literatuur. 1959].
- Grammatica della lingua neerlandese. Utrecht, 1974.
- 'Dr. Giacomo Prampolini (Milaan 22 juni 1898 - Pisa 25 april 1975)', in: Neerlandica extra muros. Contact- en inlichtingenblad van de Werkcommissie van Hoogleraren en Lectoren in de Neerlandistiek aan Buitenlandse Universiteiten (1976) 26 (voorjaar), p. 3-4.
- 'Giacomo Prampolini, Milaan 22 juni 1898 - Piza 25 april 1975', in: Jaarboek van de Maatschappij voor Nederlandse Letterkunde 1975-1976 (1977), p. 168-175.